# Торчвуд
«То́рчвуд» (англ. Torchwood) — британський науково-фантастичний телесеріал з елементами фентезі про події у кардіффському відділенні вигаданого Інституту Торчвуд, що займається вивченням прибульців і надприродних явищ. Серіал являє собою відгалуження від популярного телесеріалу «Доктор Хто», з яким тісно переплітається. Слово «Torchwood» — анаграма «Doctor Who».
Серіал створив Расселл Т. Девіс. На відміну від орієнтованого на сімейний перегляд «Доктора Хто», «Торчвуд» не рекомендований до перегляду дітям.
Перші дві серії з'явилися на екранах 22 жовтня 2006 в 21:00 за Гринвічем на телеканалах BBC Three і BBC HD, і надалі виходили щотижня о 22:00 щонеділі. Перший сезон складався з 13 епізодів.
12 грудня 2006 телеканал Бі-Бі-Сі оголосив про продовження зйомок. Разом із Расселом Т. Девісом над новими серіями працювала Джулі Гарднер. Зйомки другого сезону розпочалися навесні 2007 року, показ тривав з 16 січня по 4 квітня 2008 на каналі BBC Two.
Третій сезон складається з 5 епізодів, що розповідають одну історію, і був уперше показаний у 2009 році. Режисером всього сезону виступив Еврос Лін. Четвертий сезон також оповідає одну історію і складається із 10 епізодів; його прем'єра відбулась у 2011 році.
Троє з персонажів (Джек, Ґвен і Янто) також були присутні у фінальних серіях четвертого сезону серіалу «Доктор Хто».
Супроводом до Торчвуда виходили комікси, романи, аудіокниги, радіовистави, мережеві гра й анімаційний серіал, та інша продукція. Після завершення серіалу BBC продовжила затверджувати й замовляти ліцензовані спінофи, зокрема аудіосерії від Big Finish Productions з 2015 року.

## Інститут Торчвуд

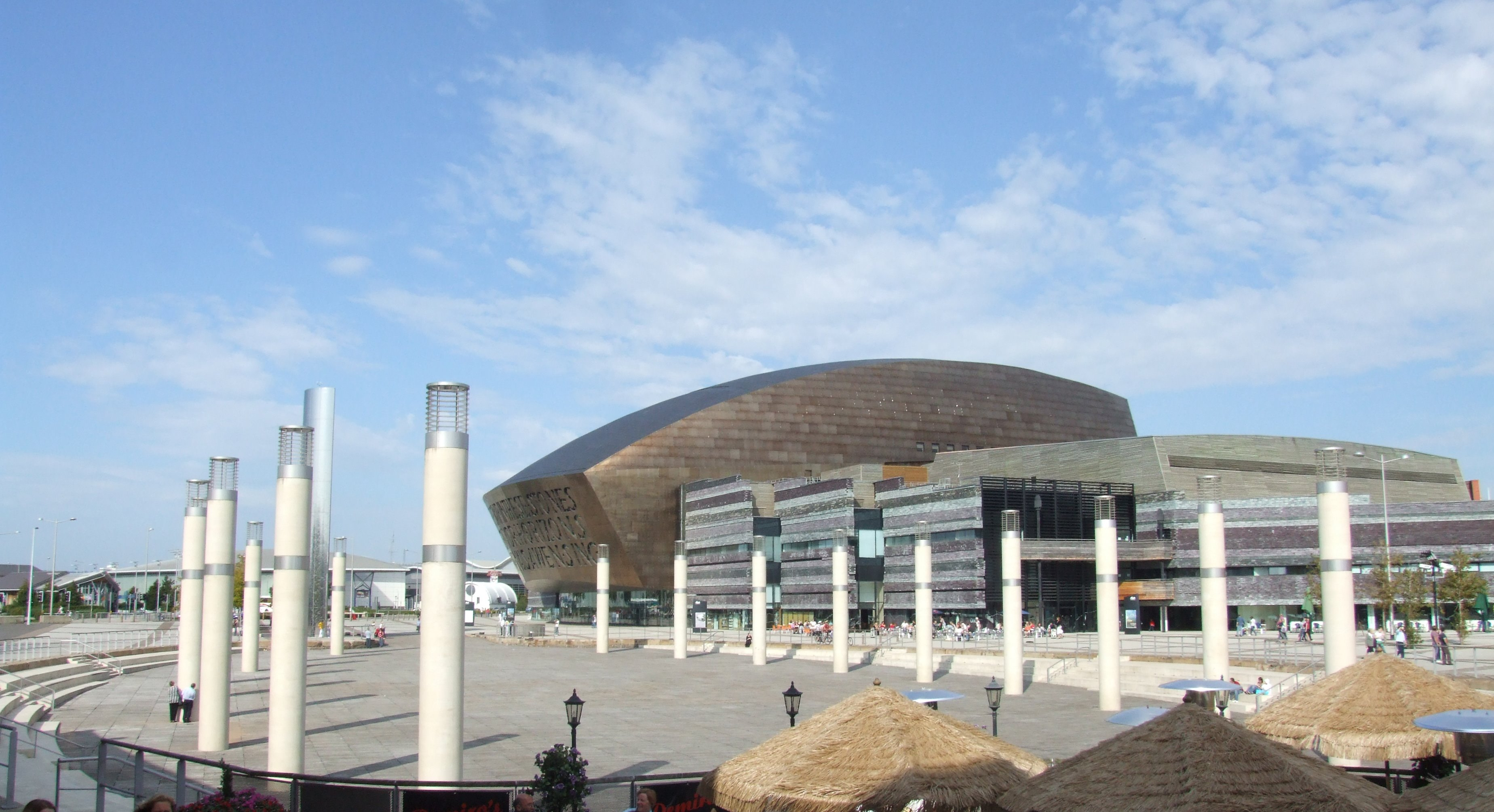
Місце розташування в Кардіффі «Торчвуд Три»

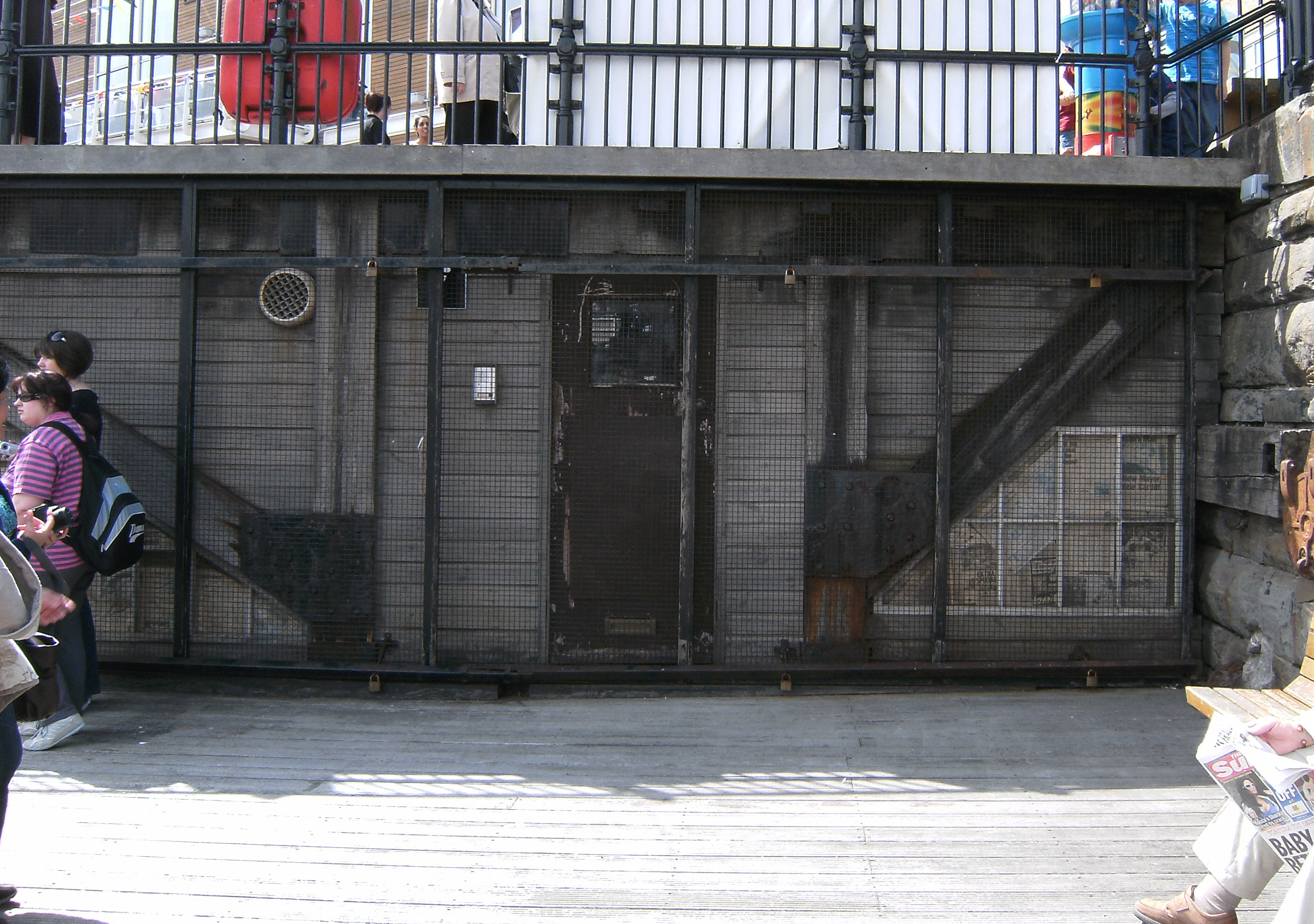
Вхід до штабу

Організацію заснувала 1879 року Королева Вікторія після зустрічі з Десятим Доктором і вовкулакою в маєтку Торчвуд. Зрозумівши, що у Британії є вороги за межами Землі (включно з Доктором, на думку Її Величності), королева заснувала таємну організацію з вивчення і боротьби з інопланетними погрозами — Інститут Торчвуд. Доктора було вписано в хартію Торчвуда як ворога Корони. 1882 року Вікторія додала в повноваження інституту пошук і захоплення іншопланетних технологій («якщо це іншопланетне, то воно наше»).
Незабаром було виявлено діру у просторово-часовому континуумі в Кардіффі, внаслідок чого там також було відкрито невеликий відділ під назвою «Торчвуд Три». Головний відділ Торчвуда — «Торчвуд Один» — був переміщено до Лондона після виявлення там діри між вимірами на висоті 200 метрів. Спеціально для цього було збудовано хмарочос, щоб «дотягтися» до дірки і проводити над нею досліди.
Джек Харкнесс згадує ще про два відділення Інституту: Торчвуд Два у Глазго (мабуть, складається з єдиного співробітника) і Торчвуд Чотири, який безслідно зник, а в аудіокнизі золотий вік згадується Торчвуд П'ять, розташований в Індії.
Джека завербували двоє співробітників першого Торчвуда на початку минулого століття. Хоча він не підтримував ідей Торчвуда, він не мав вибору. Після відкриття кардиффського відділення Харкнесса переведено у Торчвуд Три. В останню новорічну ніч XX століття попередник Харкнесса на посаді начальника Торчвуда Три з'їхав з глузду і вбив усіх членів команди, разом із собою, залишивши відділення Джеку. Джек розірвав усі зв'язки з головним відділенням Торчвуда, хоча він усе ще співпрацює з іншими агентствами, такими як UNIT.

## Список Епізодів
| Сезон 1 | Сезон 2 | Сезон 3 | Сезон 4 |
| 2006 — 2007 | 2008 | 2009 | 2010 — 2011 |
| --- | --- | --- | --- |
| 1. Усе змінюється 2. День перший 3. Машина привидів 4. Кібержінка 5. Маленькі світи 6. Селоцид (Сільські вбивства) 7. Дари данайців 8. Вони продовжують вбивати Сʼюзі 9. Випадкові черевики 10. Поза часом 11. Поєдинок 12. Капітан Джек Харкнесс 13. Кінець днів | 1. Чмок-чмок, піф-паф 2. Сплячі 3. До останньої людини 4. М'ясо 5. Адам 6. Перезавантаження 7. Ходячий мрець 8. День у смерті 9. Щось запозичене 10. З дощу 11. За перебігом 12. Фрагменти 13. Наскрізні поранення | 1. Діти Землі, день 1 2. Діти Землі, день 2 3. Діти Землі, день 3 4. Діти Землі, день 4 5. Діти Землі, день 5 | 1. Новий світ 2. Екстрадиція 3. Глибока ніч 4. Втеча в Лос-Анджелес 5. Категорії життя 6. Посередники 7. Безсмертні гріхи 8. Кінець шляху 9. Збори 10. Лінія крові |